# Щетинино (Кирилловский район)
Щетинино — деревня в Кирилловском районе Вологодской области.
Входит в состав Алёшинского сельского поселения, с точки зрения административно-территориального деления — в Алёшинский сельсовет.
Расстояние до районного центра Кириллова по автодороге — 13,3 км, до центра муниципального образования Шиндалово по прямой — 0,7 км. Ближайшие населённые пункты — Шексна, Иванов Бор, Сокирино, Шаврово, Шиндалово, Кузино, Поповская, Петряево, Коврижново.
По переписи 2002 года население — 39 человек (18 мужчин, 21 женщина). Преобладающая национальность — русские (97 %).